# Auckland International 1984
Die Auckland International 1984 im Badminton  fanden Mitte 1984 in Auckland statt.

## Finalresultate
| Disziplin    | Sieger                          | Finalist                   | Ergebnis          |
| ------------ | ------------------------------- | -------------------------- | ----------------- |
| Herreneinzel | Eddy Hartono                    | Andy Goode                 | 15–4, 15–4        |
| Dameneinzel  | Claire Backhouse                | Julie McDonald             | 11–2, 11–5        |
| Herrendoppel | Andy Goode Michael Scandolera   | Graeme Robson Philip Horne | –, –, 18–14       |
| Damendoppel  | Claire Backhouse Linda Cloutier | Gillian Clark Maxine Evans | 9–15, 15–11, 15–2 |